# Hermandad de las Cigarreras (Sevilla)
La Hermandad de las Cigarreras es una cofradía católica de Sevilla, Andalucía, España. Procesiona en la Semana Santa el Jueves Santo.
Su nombre completo y oficial es Real e Ilustre Hermandad y Cofradía de Nazarenos de la Sagrada Columna y Azotes de Nuestro Señor Jesucristo y María Santísima de la Victoria Coronada.

## Historia

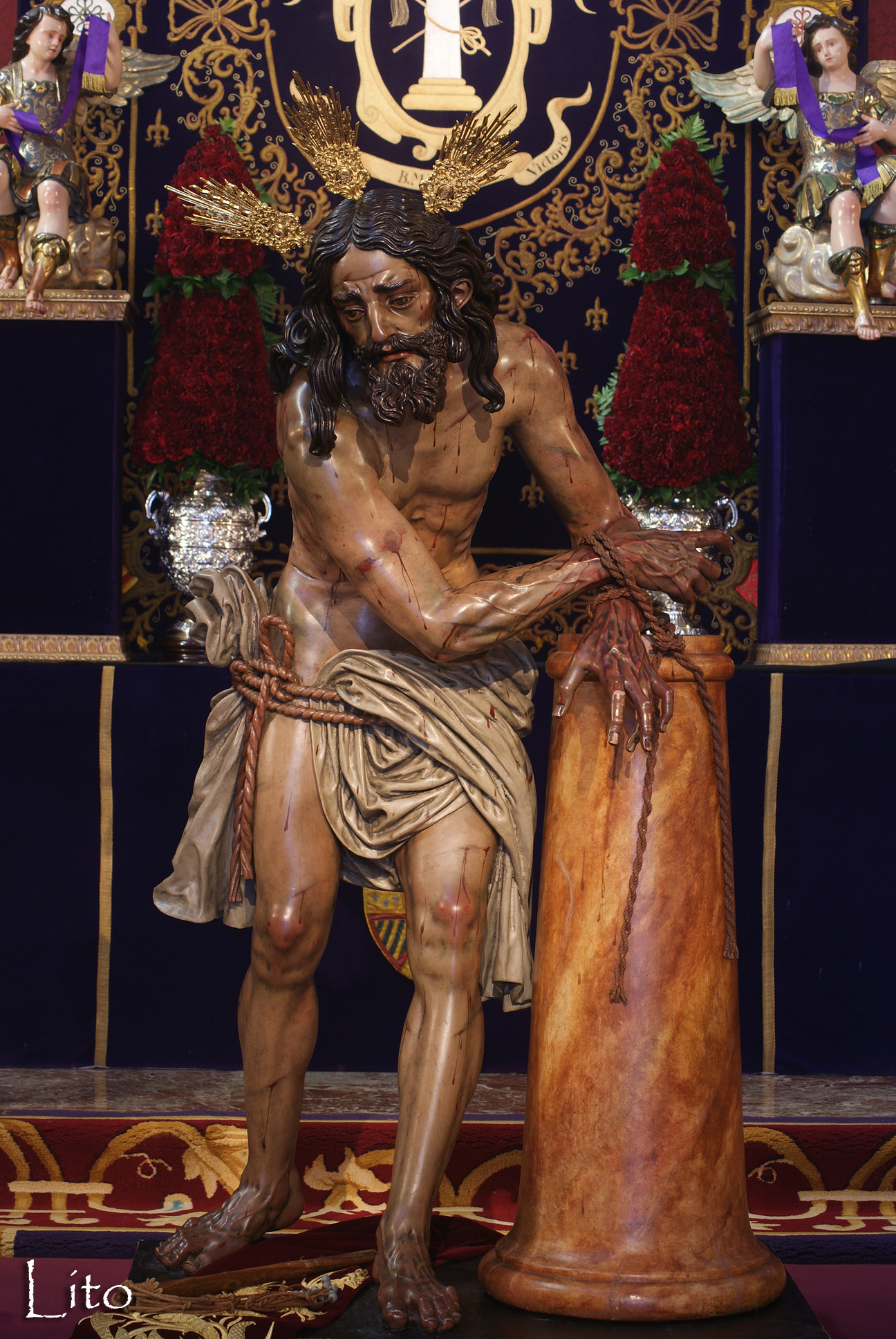
Detalle del Señor de las Cigarreras

La Hermandad se fundó en 1563 en la iglesia prioral de San Benito, que pertenecía a la jurisdicción de la Orden de Calatrava (lugar ocupado por la actual iglesia de Nuestra Señora de Belén) en torno a una figura de Cristo atado a la Columna. Sus primeras reglas son aprobadas el 16 de mayo de 1569 por el provisor y vicario general de la Diócesis, Cristóbal de Padilla, estando la sede arzobispal vacante. 
Se mantuvo en San Benito de Calatrava hasta 1578, cuando se trasladó al Monasterio de la Santísima Trinidad, donde quedó asentada hasta 1589, fecha en la que se instala en el Convento de San Pablo el Real, tras unirse a la Real Hermandad de Nuestra Señora de la Antigua.
En 1597 se rompe la unión, trasladándose la Hermandad a la iglesia-convento de San Francisco de Paula, de Padres Mínimos. La estancia en San Francisco de Paula está constatada hasta al menos 1606. En 1610 y 1611 hay referencias documentales de la celebración de cabildos generales para la ampliación de las primitivas reglas de 1569 en la iglesia parroquial de San Miguel. Hasta 1621 no se tienen noticias documentales que den testimonio del lugar de estancia de la Hermandad. Entre 1621 y 1625 es probable que la Hermandad estuviese asentada en la iglesia parroquial de San Andrés, aunque tampoco existe una constancia documental precisa.
En 1628 se muda a la parroquial de San Pedro donde permanecería hasta 1674, fecha esta última en la que se instala en la iglesia del Convento de Nuestra Señora de Consolación (vulgo de Los Terceros), de los Padres de la Tercera Orden de San Francisco, donde adquiere en propiedad la primera capilla del lado de la Epístola, lindante con el compás y la capilla de la Esclavitud de Nuestra Señora de la Encarnación. En Los Terceros habría de estar asentada durante el largo período desde 1674 hasta 1904, con la sola interrupción de 1810 a 1819, que residió en la capilla sacramental de la parroquial de Santiago, a causa de la ocupación del Convento de Los Terceros por las tropas francesas (1810-1815) y por el asentamiento de las monjas agustinas del convento de la Encarnación (1815-1819).
Contó con una centuria de armados desde el año 1876 pero, por unas reglas muy estrictas de seguir se produjo su disolución en 1882.

### Condición de Real
La Hermandad ostenta el título de "Real" desde la aceptación de la reina Isabel II como Camarera Mayor Perpetua (1882). La Hermandad tiene una vinculación histórica muy estrecha con la Casa Real Española. En la década de 1870 eran Hermanos Mayores el duque de Montpensier su esposa María Luisa de Borbón, que era hermana de la reina Isabel. Desde el 3 de septiembre de 1877 Isabel II fue hermana especial protectora y las infantas Pilar, Eulalia y Paz de Borbón fueron camareras de la Virgen de la Victoria. 
Desde el 26 de diciembre de 1882, la reina Isabel II fue Camarera Mayor y Perpetua de la Virgen de la Victoria. El 5 de mayo de 1894 la regente María Cristina aceptó para su hijo el cargo de Hermano Mayor. 
En 1906 se incorporó la reina consorte Victoria Eugenia de Battenberg como Camarera Mayor y Perpetua de la Virgen. El infante Fernando de Baviera y la infanta María Teresa se incorporaron como Hermanos Especiales Protectores. En 1906 y en 1930 el rey Alfonso XIII presidió en persona el paso de la Virgen de la Victoria en su estación penitencial del Jueves Santo a la Santa Iglesia Catedral. Desde el 3 de noviembre de 1992 el rey Juan Carlos I es Hermano Mayor honorífico y la reina consorte Sofía de Grecia es Camarera de Honor. 
La hermandad tiene el Real Privilegio de ostentar el pendón de Castilla por Real Orden del 5 de junio de 1902. Esta insignia presidió la estación de penitencia desde 1903 hasta 1931 y desde 1993 hasta la actualidad delante de la presidencia oficial en el paso palio.

### Traslado a la Fábrica de Tabacos
En 1904 se trasladó a la capilla de la Real Fábrica de Tabacos. En los años 50 la fábrica de tabacos se traslada a una nueva factoría en el barrio de Los Remedios, donde se edificará también una nueva capilla. La Hermandad procesionará desde la nueva capilla a partir del Jueves Santo de 1965. La nueva fábrica de tabacos cerró en 2007 pero la capilla prosiguió como sede de la coporación.
La antigua Real Fábrica pasó a manos del Ministerio de Educación Nacional para ser sede de la Universidad de Sevilla.
María Santísima de la Victoria fue coronada canónicamente en la Catedral de Sevilla el día 13 de octubre del año 2018.

## Jesús Atado a la Columna

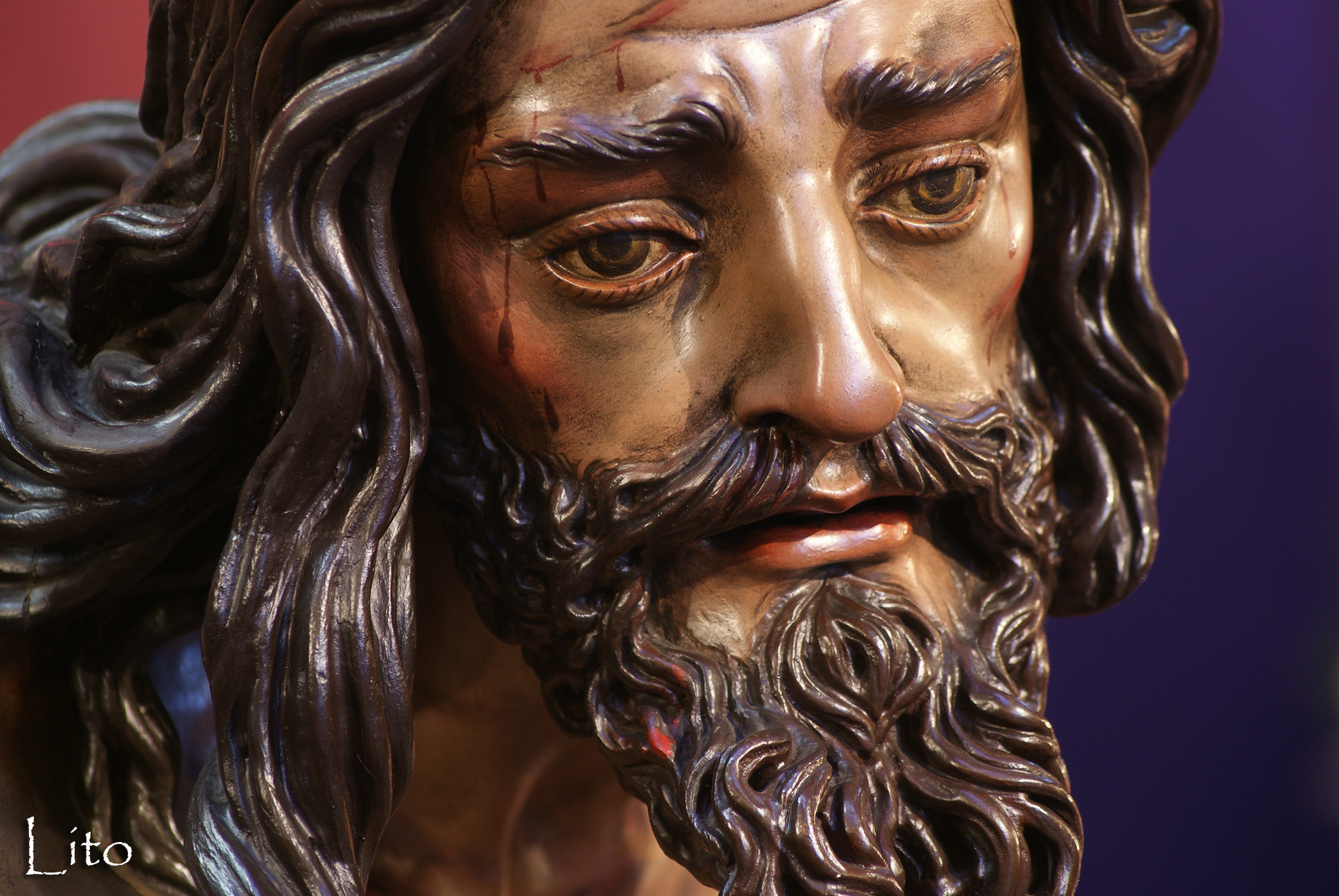
Nuestro Padre Jesús de la Columna y Azotes

El Cristo es de 1974, es obra de Francisco Buiza. Fue restaurada entre noviembre de 2005 y febrero de 2006 por Enrique Gutiérrez Carrasquilla.

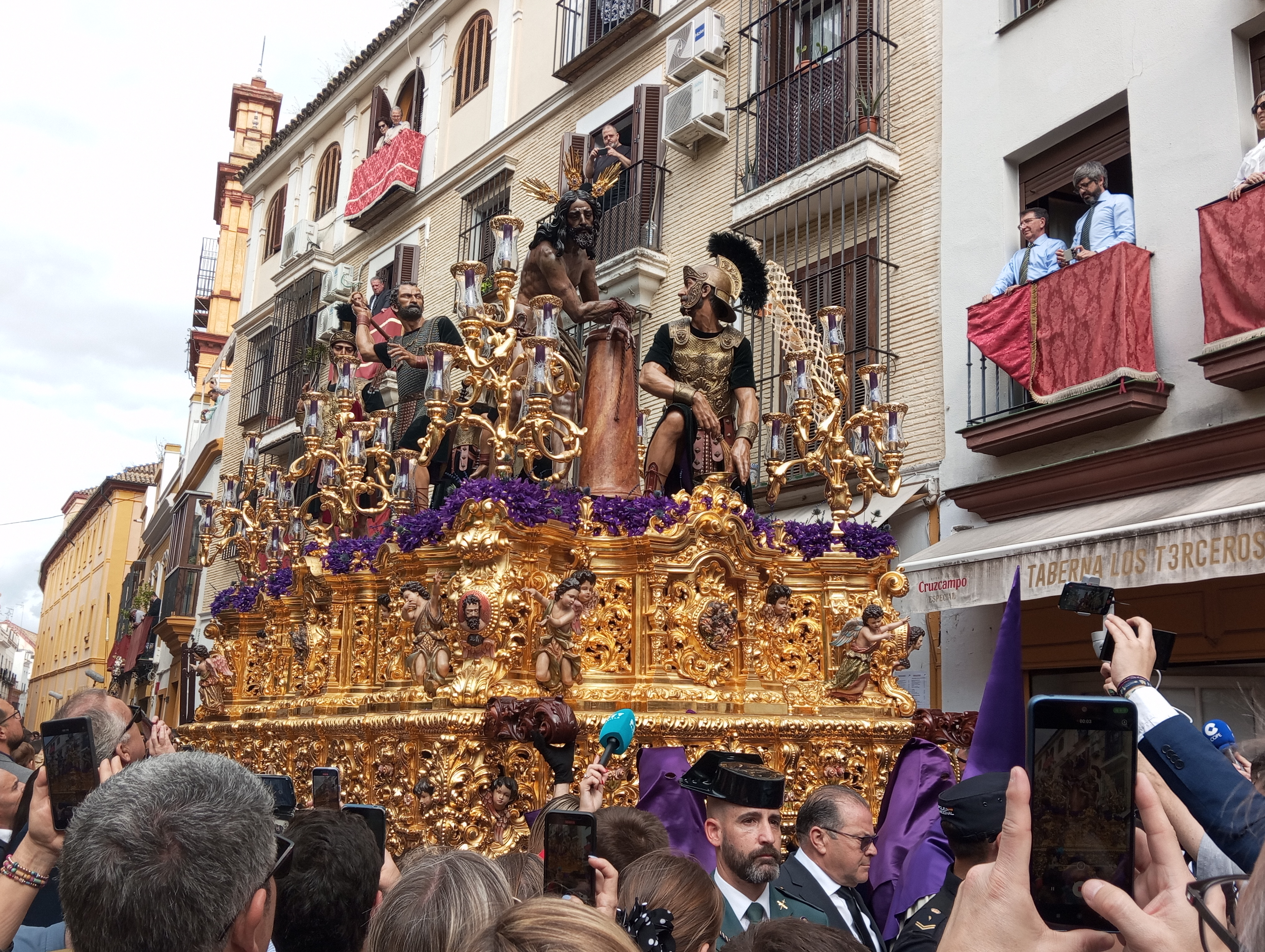
Misterio del Cristo de la Columna y Azotes

El paso de misterio de la Columna y Azotes es de estilo neobarroco y dorado. Fue estrenado en 1973. La talla corresponde a Antonio Martín Fernández y la carpintería de Francisco Bailac. Lleva cuatro cartelas de José Antonio Navarro Arteaga (1997). El paso representa la Flagelación de cristo.
El paso tiene cinco figuras secundarias consistentes en cuatro soldados romanos, dos que azotan al Señor, uno que porta la túnica conocida como Sagrada Púrpura (en recuerdo del tercer paso del Santo Cristo de la Púrpura que sacó la Cofradía hasta 1874) y otro que rocía de ungüento reanimatorio al Reo, además de un centurión que ordena parar la flagelación a uno de los flagelantes.
Todas las figuras secundarias son de José Antonio Navarro Arteaga (el que porta la Sagrada Púrpura de 1996 y los restantes de 2003). Todas las armaduras y armas que portan las figuras se basan en una idea previa, rediseñadas y realizadas por Jesús Domínguez (2003), así como los ropajes y la túnica púrpura bordada con cardos y espinas son de Eduardo Ladrón de Guevara (2003). Los faldones son de terciopelo morado ejecutados por Fernández y Enríquez (2002), teniendo el delantero las Armas Reales ejecutadas en oro y sedas por Fernández y Enríquez (2002) basándose en el grabado de portada de las Ordenanzas de la Real Audiencia de Sevilla de 1603. El escudo trasero sigue el mismo modelo con la Sagrada Columna cargada por las disciplinas. Los faldones laterales llevan sendas Cruces de Calatrava en seda roja y oro. También tienen ocho broches bordados en oro siguiendo el modelo del cerrojo de la Capilla de San Pedro de la Catedral de Sevilla, piezas todas ellas bordadas por Fernández y Enríquez (2005). El Cristo lleva potencias de oro de Emilio Méndez.

## Virgen de la Victoria

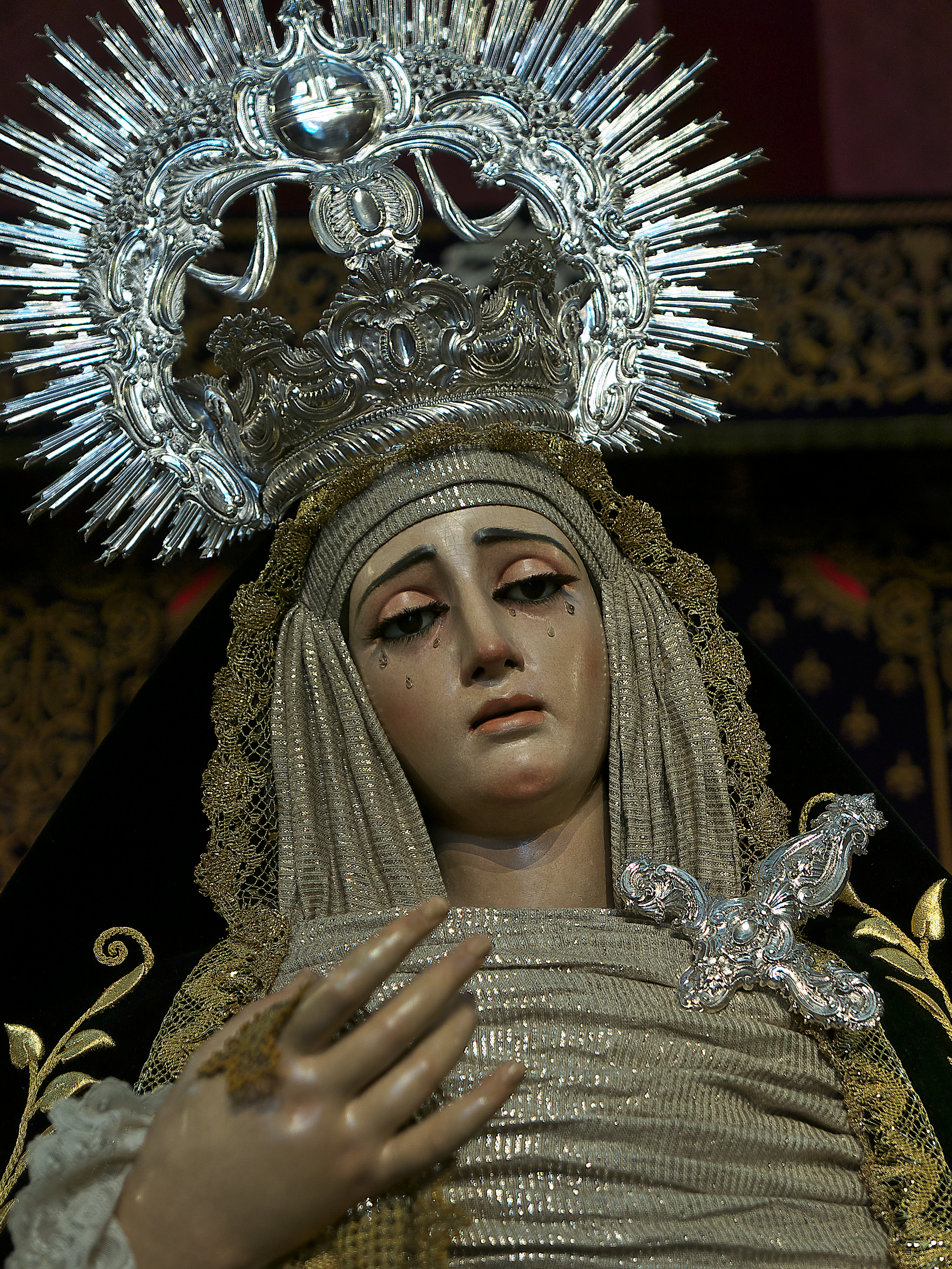
Nuestra Señora de la Victoria

La Virgen de la Victoria es talla del siglo XVII, ejecutada muy probablemente entre 1611 y 1628, intervenida por Juan de Astorga en 1803 (inclinación de la cabeza mediante cuña en el cuello, introducción de ojos de cristal y posiblemente policromía a pincel sin pulir).

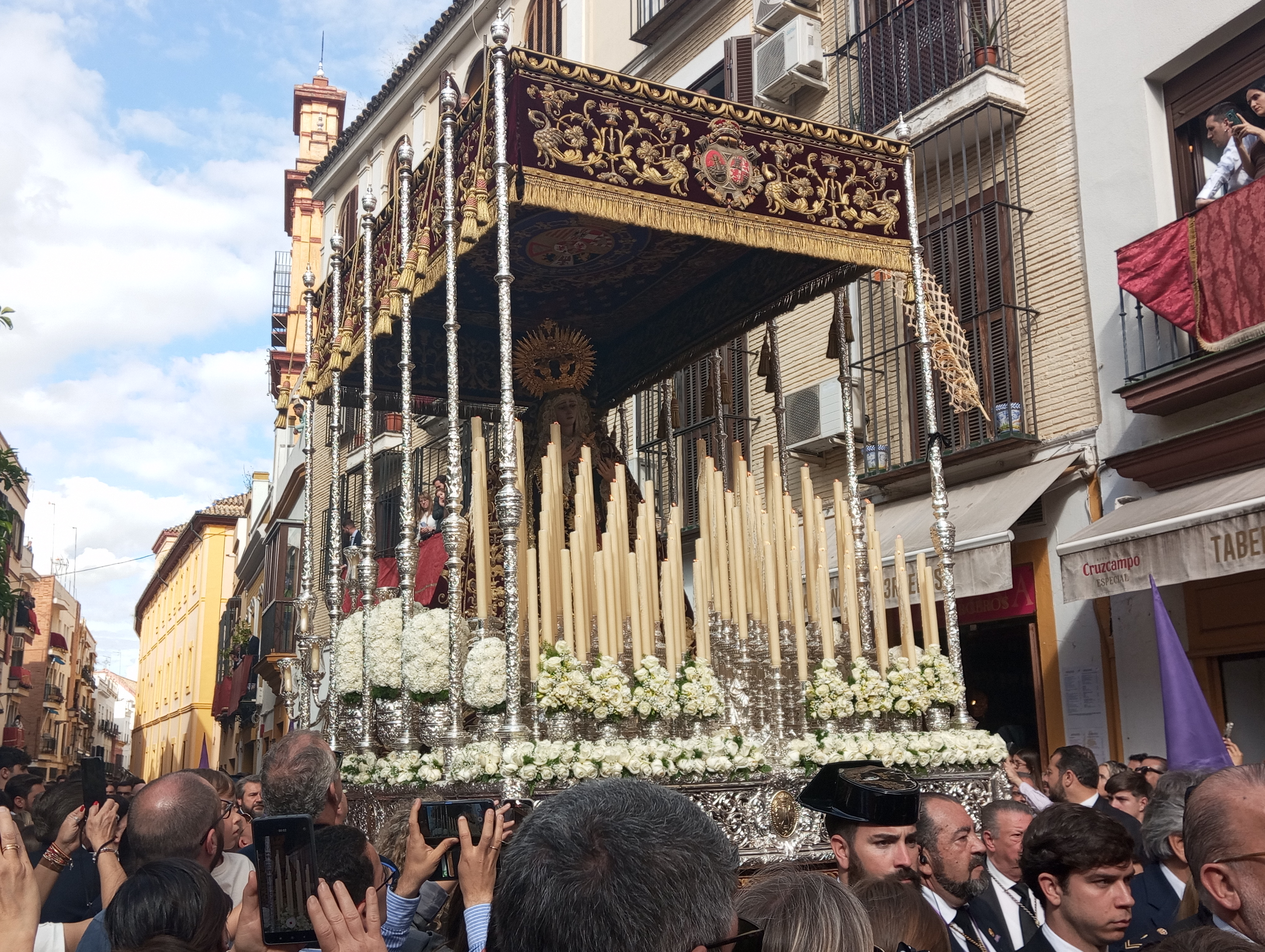
Palio de la Virgen de la Victoria

El paso de la Virgen la Victoria tiene bambalinas exteriores y manto diseñados por Pedro Domínguez (1892-1893). El manto está inspirado en la fachada plateresca del Ayuntamiento de Sevilla y en la Sacristía Mayor de la Catedral, ya que Pedro Domínguez fue su restaurador-conservador. Las bambalinas exteriores fueron bordadas por Emilia Salvador Ibarra (1894), y el manto por Juan Manuel Rodríguez Ojeda (1895-1898), ambas piezas ejecutadas originalmente en oro y sedas sobre terciopelo negro y pasadas a burdeos en 1928 por José Caro. El techo es diseño de José Fe Escalona, ejecutado en repostero sobre terciopelo burdeos por Francisco Farfán en 1925. Los faldones son diseño de Gómez Millán, ejecutados en el taller de José Caro en 1928. El manto ha sido pasado a nuevo terciopelo en dos ocasiones, en 1980-1983 por el taller de Carrasquilla, y en 1997-1998 por Fernández y Enríquez, que además le realizó una importante restauración. Los faldones fueron pasados a nuevo terciopelo burdeos por el Convento de Santa Isabel en 1983, así como las bambalinas exteriores e interiores (1984-1985). El techo del palio fue realizado nuevamente siguiendo fielmente el diseño de 1925 también en Santa Isabel en 1984-1985. La Virgen alterna dos sayas, la primera en tisú de plata, obra original de Juan Manuel Rodríguez Ojeda sobre terciopelo blanco (1901), que en 1956 se pasó al tisú actual en los talleres de Caro, y otra azul de Santa Bárbara con diseño del mismo taller basado en la fachada plateresca del Ayuntamiento de Sevilla de 1985. Los respiraderos y la peana son de Cristóbal Ortega (1895-1896), siendo los primeros los más antiguos de la Semana Santa de Sevilla. Los respiraderos fueron restaurados por Orfebrería Triana en 1983, sustituyéndole los escudos centrales del frontal y los dos laterales, que representan la Sagrada Columna cargada por las disciplinas, timbrado por la Corona Real y rodeado por dos palmas. Los varales (1945), jarras entrevarales (1950) y los candelabros de cola (1955) son obra de Fernando Cruz Suárez. En la delantera del palio figura una imagen de la Inmaculada Concepción, patrona de las Reales Fábricas de Tabacos, del taller de Orfebrería Triana (1979), a la que se le añadió una nueva peana de plata por el mismo taller en 1995. La candelería es de Orfebrería Triana de 1990. La corona de salida, en plata sobredorada es de Manuel Seco Velasco (1968) restaurada por Joaquín Ossorio en 2005. La Virgen alterna un puñal, denominado “bizantino” de plata sobredorada con piedras, del siglo XIX, con otro del siglo XX con la imagen del Cristo atado a la Columna que fue titular de la Hermandad, hoy en Hinojos. Los bordados del paso de palio fueron restaurados en 2012 por Jesús Rosado.

## Principales insignias
La Cruz de Guía es dorada con piezas de plata. El Estandarte, el Senatus y el Sinelabe son diseño de Gómez Millán, ejecutados en los talleres de José Caro en 1928 sobre terciopelo burdeos, restaurados por Fernández y Enríquez en 2003. El Estandarte se completa con otros bordados de Santa Bárbara, quién también realizó el Pendón Morado de Castilla o Estandarte Real. Posee dos paños de bocina atribuidos a Juan Manuel Rodríguez Ojeda y otros dos de fines del siglo XIX. El Libro de Reglas de plata sobre terciopelo morado es de Hijos de Juan Fernández (2003), basándose su diseño en el antiguo de Joseph Blanco (1790) que conserva la Hermandad.

## Túnicas
Moradas de raso con botonadura del mismo color, con capas de color blanco, con antifaz de raso morado con el escudo de la corporación bordado en oro y sedas. En las capas, al hombro, escudo con la Sagrada Columna y Azotes dentro de una corona de espinas en sedas de colores. Los manigueteros de los pasos y penitentes no llevan capa. Todos los nazarenos llevan guantes y calcetines negros, así como calzado negro con hebillas plateadas. El cíngulo es de dos trencillas en morada y oro entrelazadas, con borlas y flecos en oro. La túnica y escudos datan de 1892 y la capa se incorporó en los años 30 del siglo XX, suprimiéndole la cola que originalmente tenían las túnicas. 
Los nazarenos del cortejo del Misterio de la Columna y Azotes llevan cera morada y los del cortejo de la Virgen cera blanca.

## Sedes históricas
|                                                |
| Iglesia de San Benito de Calatrava (1563-1578) |

|                                       |
| Convento de la Trinidad (1578 - 1589) |

|                                     |
| Capilla de Montserrat (1589 - 1598) |

|                                                          |
| Iglesia - colegio de San Francisco de Paula (1598-1610). |

|                                   |
| Iglesia de San Miguel (1610-1628) |

|                                   |
| Iglesia de San Pedro (1628-1674). |

|                                                                                                 |
| Iglesia de los Terceros (1674-1810; 1820-1904); (2025-presente) (Solamente en la Semana Santa). |

|                                  |
| Iglesia de Santiago (1810-1820). |

|                                                   |
| Capilla de la Real Fábrica de Tabacos (1904-1965) |

|                                                |
| Capilla de la Fábrica de Tabacos (1965 - 2024) |

|                                                             |
| Iglesia de Nuestra Señora de los Remedios (2024 - presente) |

## Música
Abre el cortejo la Banda de Cornetas y Tambores Columna y Azotes (Las Cigarreras); en el paso del Cristo, la Banda de Cornetas y Tambores de Nuestra Señora de la Victoria (Las Cigarreras); y en el paso de la Virgen, la Banda de Música Virgen de la Victoria. Las tres formaciones pertenecen a la propia hermandad.
Piezas dedicadas a la Hermandad o sus titulares:
- La Victoria (José Bermudo Vilches, 1898)
- Nuestra Señora de las Victorias (Ceferino Morales López, 1918)
- La Victoria de María (Manuel López Farfán, 1921)
- Victoria Dolorosa - Resignación (José Font de Anta, 1924)
- Virgen de la Victoria (Francisco Barril Cortés, 1982)
- Victoria Cigarrera (José Velázquez Sánchez, 1992)
- Refúgiame (Francisco Javier González Ríos, 1996)
- Padre Manuel (Pedro M. Pacheco, 1996)
- Mi Cristo para Sevilla (Bienvenido Puelles Oliver, 1996)
- Stella Maris (Rafael Vázquez Mateo y José Manuel Reina Romero, 1996)
- Madrugá Sevillana (Dionisio Buñuel Gutiérrez y Francisco José Casado Sánchez, 1996)
- Divina Pastora de Cantillana (Pedro M. Pacheco, 1996)
- Triana llora tus Penas (Bienvenido Puelles Oliver, 1996)
- Un cielo para mi Virgen (Bienvenido Puelles Oliver, 1996)
- Dulce Nombre de María (Diego Alejandro Moreno, 1996)
- Al pie de tu Santa Cruz (Francisco Javier González Ríos, 1996)
- Nuestra Señora de la Victoria (Rafael Bermúdez Medina, 1996)
- Victoria (David Hurtado Torres,
- Nuestro Padre Jesús del Gran Poder (, 1999)
- Jesús, atado a la columna (David Gómez Ramírez, 2000)
- Dios Padre, Dios del Amor (Francisco Javier González Ríos, 2001)
- Madre de Dios (Pedro M. Pacheco, 2001)
- Por Sevilla, Coronada (David Álvarez García, 2001)
- Tus Lágrimas (Francisco Javier González Ríos, 2001)
- En tu Buena Muerte (Pedro M. Pacheco, 2001)
- Sobre los pies te lleva Sevilla (Pedro M. Pacheco, 2001)
- Corazón de Jesús (Vicente Moreno Albaladejo y David Álvarez García, 2001)
- Elegía, 9 de julio (Bienvenido Puelles Oliver, 2001)
- Reinas del Baratillo (Raúl Castizo Romero, 2001)
- Costalero del Soberano (Pedro M. Pacheco, 2001)
- Salve, Victoria (Juan Antonio Barros
- Señora de la Victoria (Francisco Javier González Ríos, 2007)
- Regina Victoriae (Joaquín Caballero Payán, 2007)
- La trabajadera de metal (David Álvarez García, 2007)
- Prendido a Jesús (Pedro Manuel Pacheco Palomo, 2007)
- Cantemos al Amor de los Amores (Ignacio Busca Sagastizabal, 2007)
- Albores de una primavera (Sergio García Pérez y David Álvarez García, 2007)
- Aromas de un recuerdo (Vicente Moreno Albaladejo y David Álvarez García, 2007)
- Soberano de un Getsemaní (David Álvarez García, 2007)
- Costaleros (Francisco Javier González Ríos, 2007)
- Noches de Lunes Santo (Bienvenido Puelles Oliver, 2007)
- Jesús en su Prendimiento (Pedro Manuel Pacheco Palomo, 2007)
- Madre de Dios de la Victoria (Pedro Morales Muñoz, 2009)
- Sagrada Púrpura (Francisco José Caba Moya, 2010)
- Reina de las Cigarreras (Juan Carlos Sempere Bomboí, 2011)
- Virgen Victoriosa (Víctor Arturo López López, 2011)
- Victoria de Sevilla (Rafael Ruiz Muñoz, 2013)
- Victoria (Juan Manuel Cutiño Garrido, 2018)
- Coronación de la Victoria (Daniel Albarrán Acosta, 2018)
- Con María en el Corazón (Francisco Javier González Ríos, 2018)
- Victoria en el corazón (Antonio David Rodríguez Gómez, 2018)
- Virgen de la Victoria coronada (Jesús Joaquín Espinosa de los Monteros Pérez, 2018)
- Lágrimas del cielo (José Vélez García, 2018)
- Crux Victris (Rubén Jordán Flores, 2018)
- Sevilla tu Victoria (Pablo Ojeda Jiménez, 2018)
- Ave María (Vladimir Fyodorovich Vavilov, 2018)
- Cordis Mariae (Rafael Vázquez Mateo, 2018)
- Al Señor de la Sagrada Cena (Pedro M. Pacheco, 2018)
- Por Triana, Soberano (Rafael Vázquez Mateo y José Manuel Reina Romero, 2018)
- Y dijo Anás... (Pedro M. Pacheco, 2018)
- María, Reina y Madre (Pedro M. Pacheco, 2018)
- Y fue azotado (Francisco Ortiz Morón y Sergio Larrinaga Soler, 2018)
- La Carretería (Pedro M. Pacheco, 2018)
- Sagrado Decreto (Nicolás Turienzo Robles, 2018)
- Sagrada Eucaristía (José María Sánchez Martín, 2018)
- En mis Recuerdos... (Pedro M. Pacheco, 2018)
- Amor de Madre (Francisco Javier González Ríos, 2019)

## Paso por la carrera oficial
| Predecesor: La Exaltación | Orden de entrada en carrera oficial (Jueves Santo) 3.er lugar | Sucesor: Monte-Sión |